# Пекінський телевізійний культурний центр
39°54′56″ пн. ш. 116°27′28″ сх. д. / 39.91555556° пн. ш. 116.45777778° сх. д.
Телевізійний культурний центр (TVCC) — 34-поверховий хмарочос на Східній Третій кільцевій дорозі, Гуанхуа-роуд у Центральному діловому районі Пекіна, Китай. Він мав відкритися в середині травня 2009 року, в якому будуть готель, театр і кілька студій, але через велику пожежу відкриття довелося відкласти. Нарешті він відкрився 16 травня 2012 року.

## Планування
20 грудня 2002 року Бюро столичної архітектури виграло контракт від Пекінської міжнародної тендерної компанії на будівництво штаб-квартири CCTV та Телевізійного культурного центру. На першому поверсі безперервний вестибюль забезпечує доступ до театру на 1500 місць, великого бального залу, цифрових кінотеатрів, студій звукозапису та виставкових залів. Культурний комплекс був розроблений у співпраці з DUCKS Scéno для сценографії та театральної консультацій і з DHV для акустичних досліджень. У будівлі розміщувався центр міжнародного мовлення Олімпійських ігор 2008 року. Нині у вежі розміщений п'ятизірковий готель; Гості входять через спеціальний вихід зі східної частини будівлі та піднімаються на п'ятий поверх, де розміщено реєстрацію, а також ресторани, кімнати відпочинку та конференц-зали. Номери готелю займають обидві сторони вежі, утворюючи вражаючий атріум над ландшафтом громадських закладів.

## Пожежа 2009 року

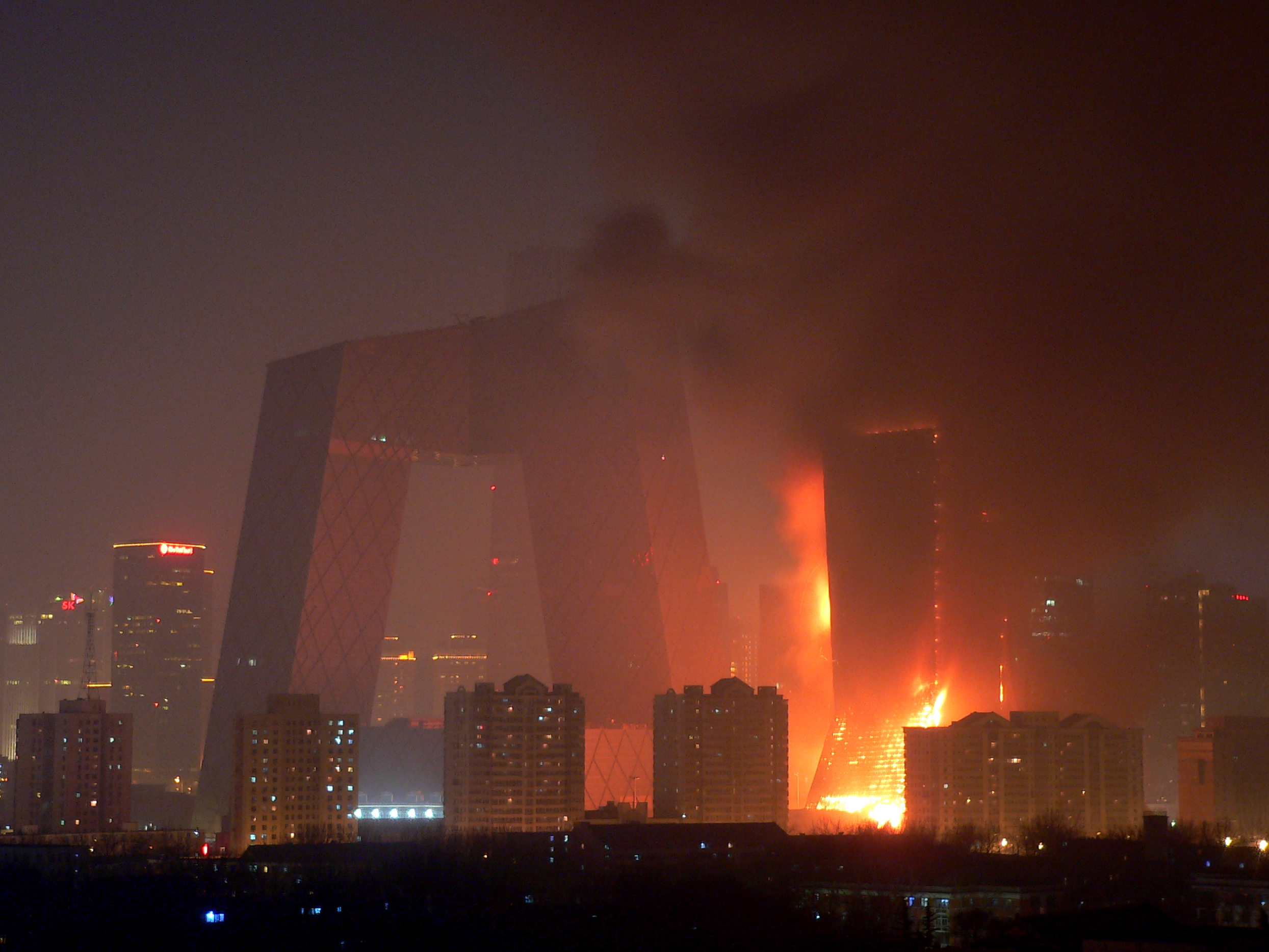
Будівля TVCC горить

2 лютого 2009 року будівля TVCC загорілася через святкування феєрверку під час Фестивалю ліхтарів на святкування Нового року. Вогонь пошкодив майже всю будівлю, відклавши відкриття до 2012 року.